# Klooster Urspring

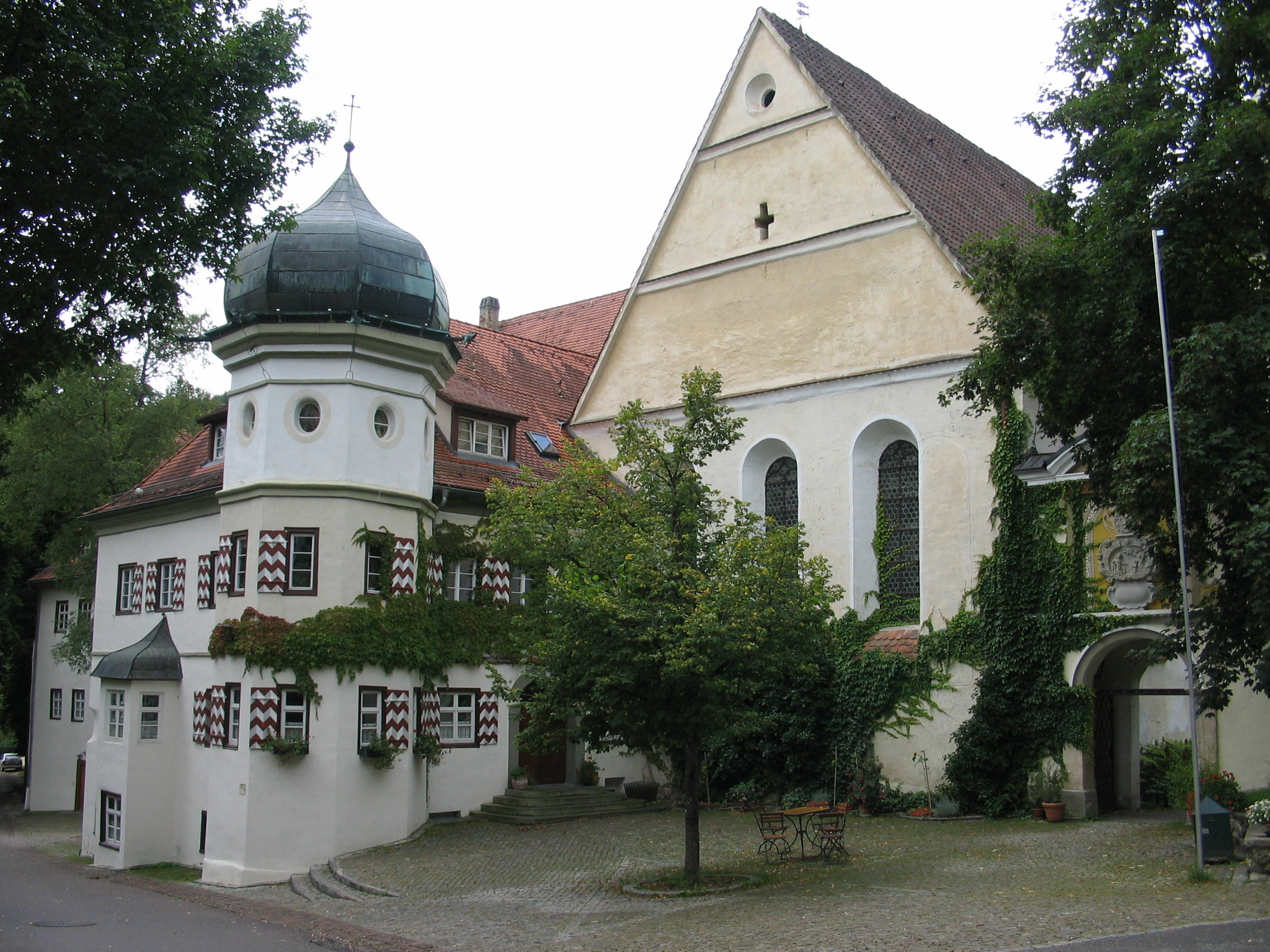
Klooster Urspring

Het klooster Urspring was een benedictijner klooster voor nonnen in Baden-Württemberg.
In 1127 schonken de heren Rüdiger, Adalbert en Walter van Schelklingen de plaats Urspring aan het klooster Sankt Georgen, dat hier voor 1179 een prioraat voor nonnen uit Amtenhausen stichtte. In de dertiende eeuw verwierf het klooster talrijke bezittingen in de omgeving, onder andere de dorpen Hausen en Schmiechen. De voogdij over het klooster kwam samen met de heerlijkheden Berg en Schelkingen in 1343 aan Voor-Oostenrijk. Na het opheffen van het moederklooster Sankt Georgen was Urspring van 1802 tot 1804 een prioraat van de abdij Wiblingen.
In de Vrede van Presburg van 25 december 1805 stond Oostenrijk Voor-Oostenrijk af, waarna het klooster in 1806 aan het koninkrijk Württemberg kwam. Het klooster werd vervolgens opgeheven.
Bezit:
- Urspring, Hausen, Schmiechen, Sotzenhausen, Muschelwang, Oberschelklingen.